# Lecania pollinosa
Lecania pollinosa là một loài ruồi trong họ Asilidae. Lecania pollinosa được Hull miêu tả năm 1962. Loài này phân bố ở vùng Tân nhiệt đới.